# Voorburg (Zuid-Holland)
Voorburg is een stad en voormalige gemeente in de Nederlandse provincie Zuid-Holland, die op 1 januari 2002 fuseerde met Leidschendam tot de huidige gemeente Leidschendam-Voorburg. Voorburg is gelegen aan het Rijn-Schiekanaal (ook Vliet genoemd) en grenst aan Den Haag, Rijswijk en (binnen de eigen gemeente) aan Leidschendam. Hoewel Voorburg geheel is vastgegroeid aan Den Haag heeft het een oude dorpskern en een eigen geschiedenis. Voorburg is geheel verstedelijkt. Binnen de grotere gemeente Leidschendam-Voorburg zijn nog wel landelijke gebieden.
Voorburg ligt op een oude duinenrij of strandwal die parallel loopt aan de Noordzeekust en waar al sinds ca. 2700 v.Chr. mensen wonen, zo blijkt uit archeologische vondsten. Bewoning is ook aangetoond in de Bronstijd en de Late IJzertijd, de periode voor en tijdens de Romeinse overheersing. In 1988 werd de tweeduizendjarige historie van Voorburg gevierd.

## Geschiedenis

### Romeinse tijd
Na de komst van de Romeinen werd in 47 na Chr. door soldaten van veldheer Corbulo een verbinding tussen de mondingen van Maas en Rijn gegraven. Een gedeelte van de Vliet bij Voorburg is vermoedelijk een rest van deze Corbulogracht.
Het gebied werd in de eerste eeuw na Chr. bewoond door de stam van de Cananefaten. Op een wat hooggelegen plaats waar nu o.a. het park Arentsburgh ligt, was een inheemse nederzetting. Daar werd door de Romeinen een burgerlijke stad gesticht. Zoals uit de benaming Forum Hadriani blijkt (forum = markt(plaats)) was dit een handelsplaats, waaraan keizer Hadrianus in 121 na Chr. op zijn tocht door dit gebied zijn naam verbond.
Omstreeks het jaar 161 heeft de stad een andere naam gekregen: Municipium Aelium Cananefatium, de hoofdstad van het Cananefaatse gebied.
Uit vondsten van huisplattegronden en aardewerk blijkt dat de bewoners van de stad voor een deel geromaniseerde Cananefaten zijn geweest, inheemse bewoners die veel van de Romeinse cultuur hadden overgenomen.
Ongeveer in het jaar 270 heeft de bevolking die stad verlaten. Tot in de 16de eeuw moeten er resten van stenen gebouwen zichtbaar zijn geweest op het terrein tussen de buitenplaats Hoekenburg en het Diaconessenziekenhuis.

### Middeleeuwen en vroegmoderne tijd
Ruim vijfhonderd jaar na de Romeinse bewoning komen we de oudste vermelding van 'Foreburg' tegen in een tussen 777 en 866 bijgehouden goederenlijst van de Utrechtse kerk. In de Middeleeuwen is Voorburg als ambachtsheerlijkheid in eigendom van de families Van Wassenaer en De Ligne.
Van 1615 tot 1828 heeft de stad Delft de heerlijkheid in haar bezit. De ambachtsheer benoemde personen op belangrijke posten en controleerde de gemeentegelden. In 1828 kocht het dorpsbestuur van Voorburg deze heerlijke rechten en werd daardoor heer en meester in eigen huis.
Omdat het vlakbij het landelijk regeringscentrum (in Den Haag) lag, ontwikkelde Voorburg zich tot een plaats waar belangrijke en gegoede burgers hun buitenverblijf hadden.
Zo liet de staatsman, dichter en componist Constantijn Huygens hier zijn lusthof 'Hofwijck' bouwen. Tegenwoordig is het een museum. In de achttiende eeuw kocht de familie Quarles de buitenplaats Vrijburg aan om als buitenhuis te gebruiken. De familie Van Alckemade bezat al sinds de 15de eeuw het landgoed Leeuwensteijn. In de negentiende eeuw woonde prinses Marianne van Oranje-Nassau op de inmiddels verdwenen buitenplaats Rusthof. In huize Vreugd en Rust werd de staatsman Guillaume Groen van Prinsterer geboren. De buitenplaatsen Arentsburgh en Hoekenburg huisvestten tot het jaar 2000 samen het doveninstituut Effatha.
Behalve buitenplaatsen met hun prachtige parken, waaraan Voorburg zijn groenvoorziening in belangrijke mate te danken heeft, stond er in de polders rond het dorpscentrum een groot aantal boerderijen. Behalve de nog bestaande boerderijen West-Duyvesteijn en Essesteijn, nu kinderboerderij, zijn ze allemaal verdwenen om plaats te maken voor woonwijken.

### 1900 tot nu

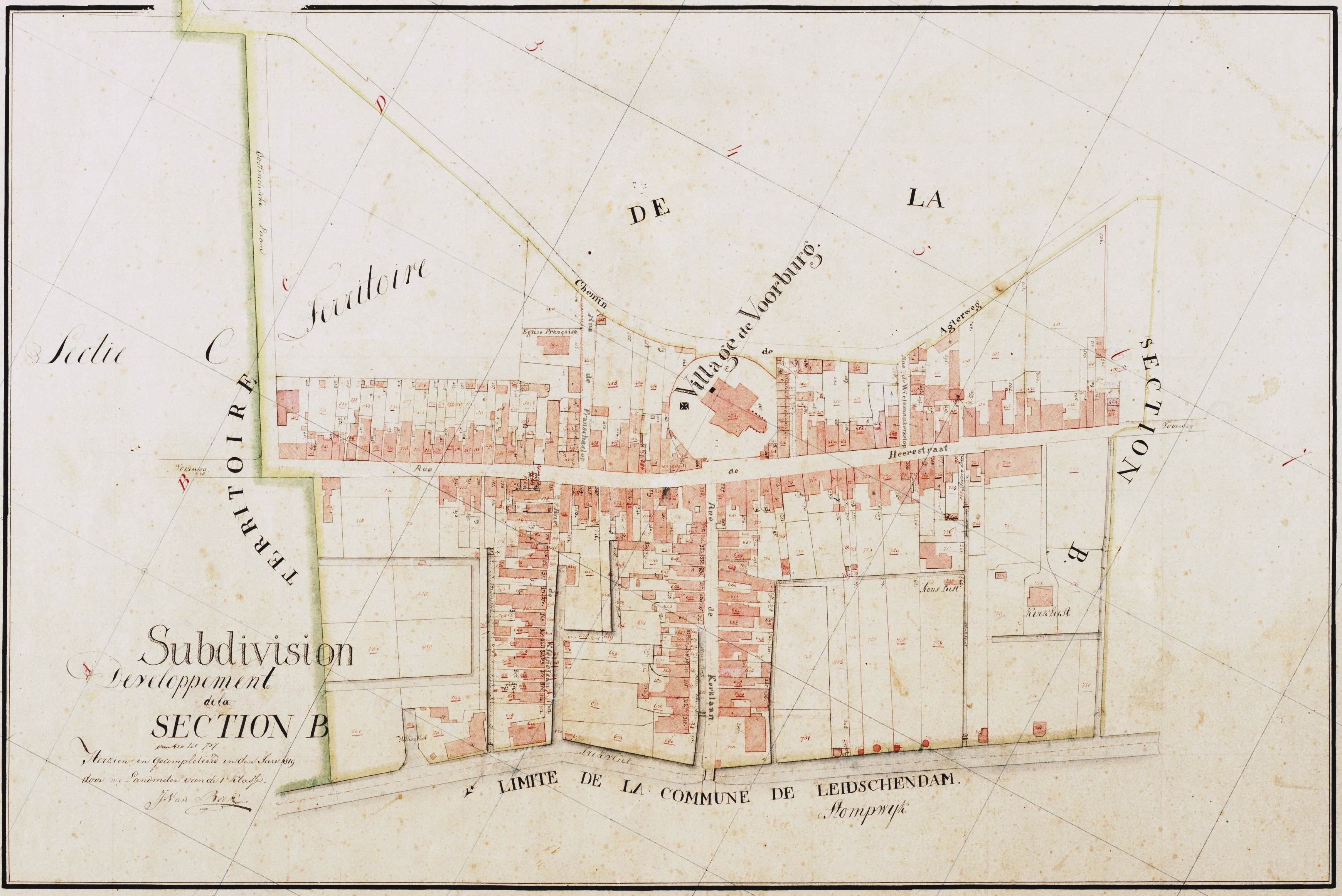
Voorburg in 1819

Onder druk van Haagse annexatiepogingen (het industrieterrein 'de Binckhorst' werd in 1907 wel bij Den Haag gevoegd) werd sinds het begin van de twintigste eeuw in Voorburg de woningbouw krachtig ter hand genomen.
Voorburg begon tussen 1899 en 1908 sterk te groeien. Vanaf 1899 (Westeinde) werden de gebieden rond de buitenplaatsen Vronestein en Leeuwensteijn (1905), de tuin van Rusthof (1906) en Middenburg (1907) via bouw- en stratenplannen volgebouwd. In 1908 volgde de uitbreidingen tussen Vliet en Broeksloot vlak bij de Oude Kerk in Voorburg. Toen verkocht de eigenaar van de boerderij Oostenburg zijn grond. Na toestemming van de gemeenteraad werd op de voormalige oprijlaan van de boerderij die begon bij de Achterweg / Parkweg en doorliep tot de boerderij aan de Broeksloot, begonnen met de bouw van huizen aan wat nu de Laan van Oostenburg heet. De meeste huizen zijn gebouwd in de periode 1909-1912 en zijn daarmee de oudste serie huizen buiten de dorpskern die rond de Herenstraat is gelegen. De oude boerderij Oostenburg is afgebroken in 1933.
Tijdens de Duitse bezetting werkte de Anti-Revolutionaire burgemeester Johan Alexander Nederbragt (1880-1953) loyaal mee aan de deportatie van de joodse inwoners van Voorburg. Hij had al in 1932 in het partijblad Antirevolutionaire Staatkunde geschreven, dat hij 'heel ver' kon meegaan met wat Hitler over de Joden schreef. Uitgerekend hij werd in 1950 door de Nederlandse regering als consul naar het onafhankelijke Israël gestuurd.
In de jaren vijftig werd een nieuw centrum ontworpen rond het Koningin Julianaplein en rond 1975 werd de laatste nieuwbouwwijk Essesteijn voltooid. In deze periode werden er voornamelijk galerijflats gebouwd.
Voorburg was vanaf 1811 tot 2002 een zelfstandige gemeente in Zuid-Holland. In 2002 fuseerde het tot Leidschendam-Voorburg. De voorgestelde naam van de nieuwe gemeente 'Vlietstede' ging niet door. Het gemeentehuis was sinds 1882 gevestigd in een pand aan de Herenstraat 42 en was na de fusie tot 2019 nog een hulpsecretariaat maar het bestuur ging naar het Gemeentehuis van Leidschendam.

## Bezienswaardigheden

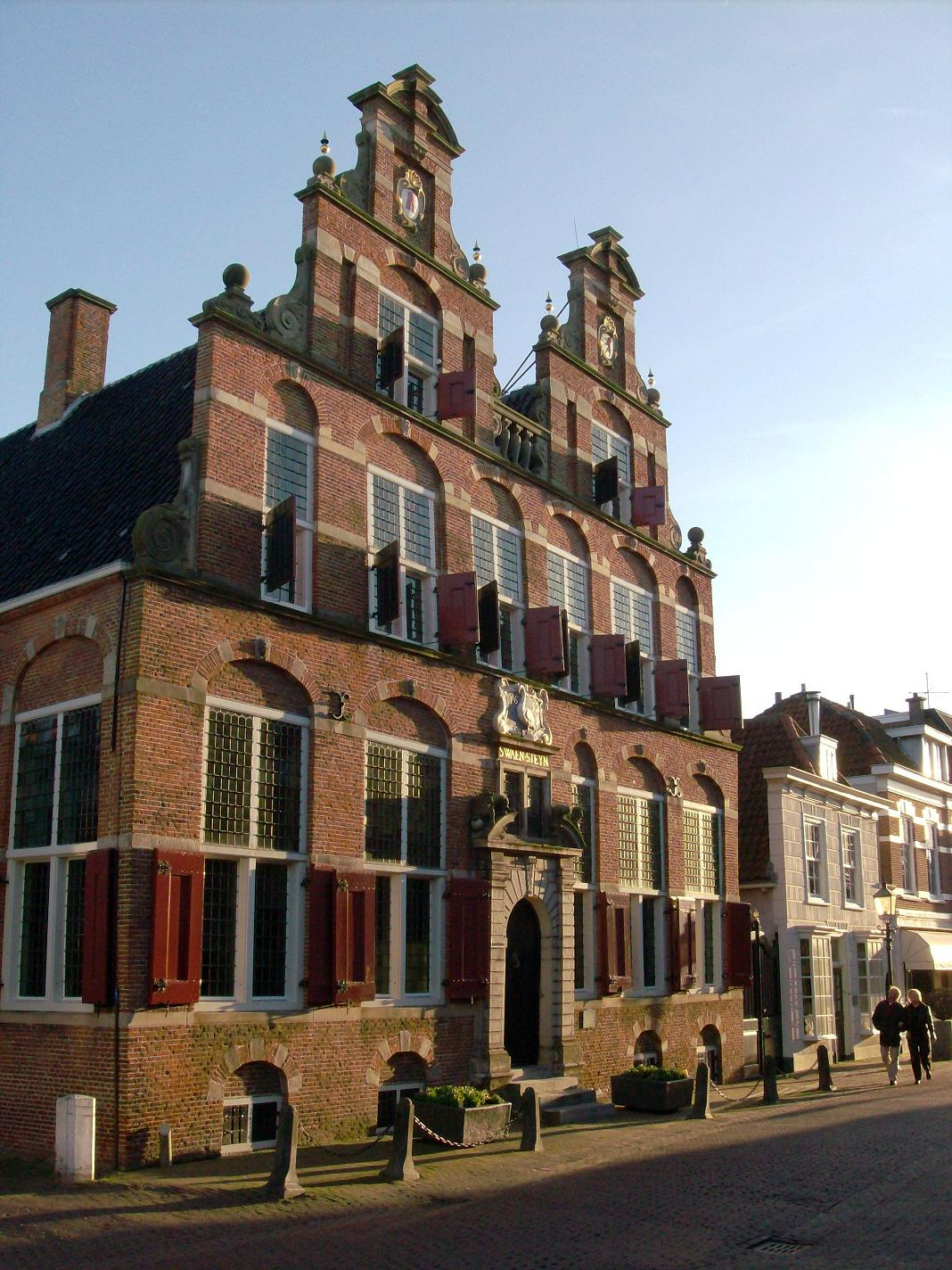
Raadhuis Swaensteyn uit 1632.

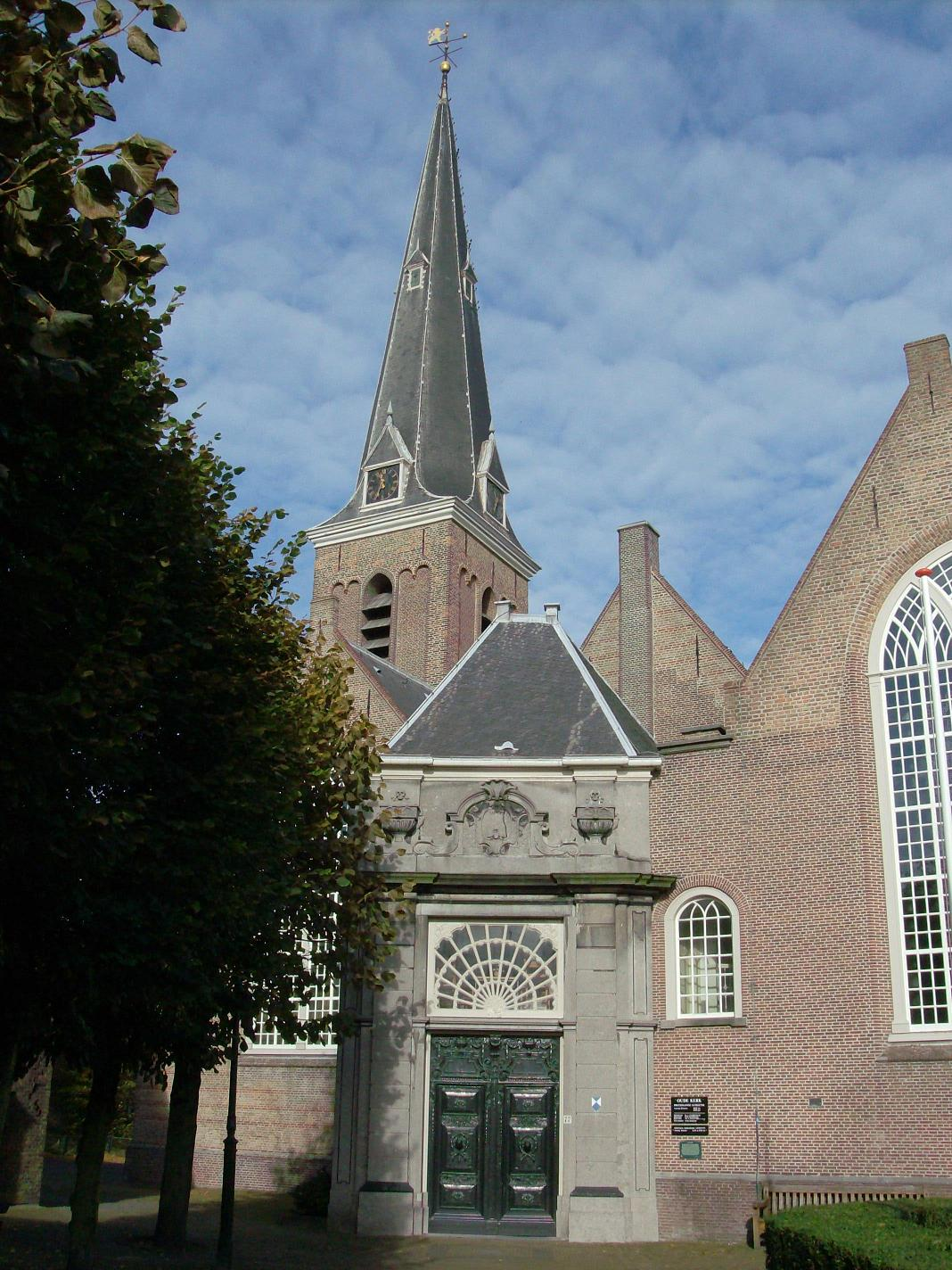
Oude Kerk te Voorburg.

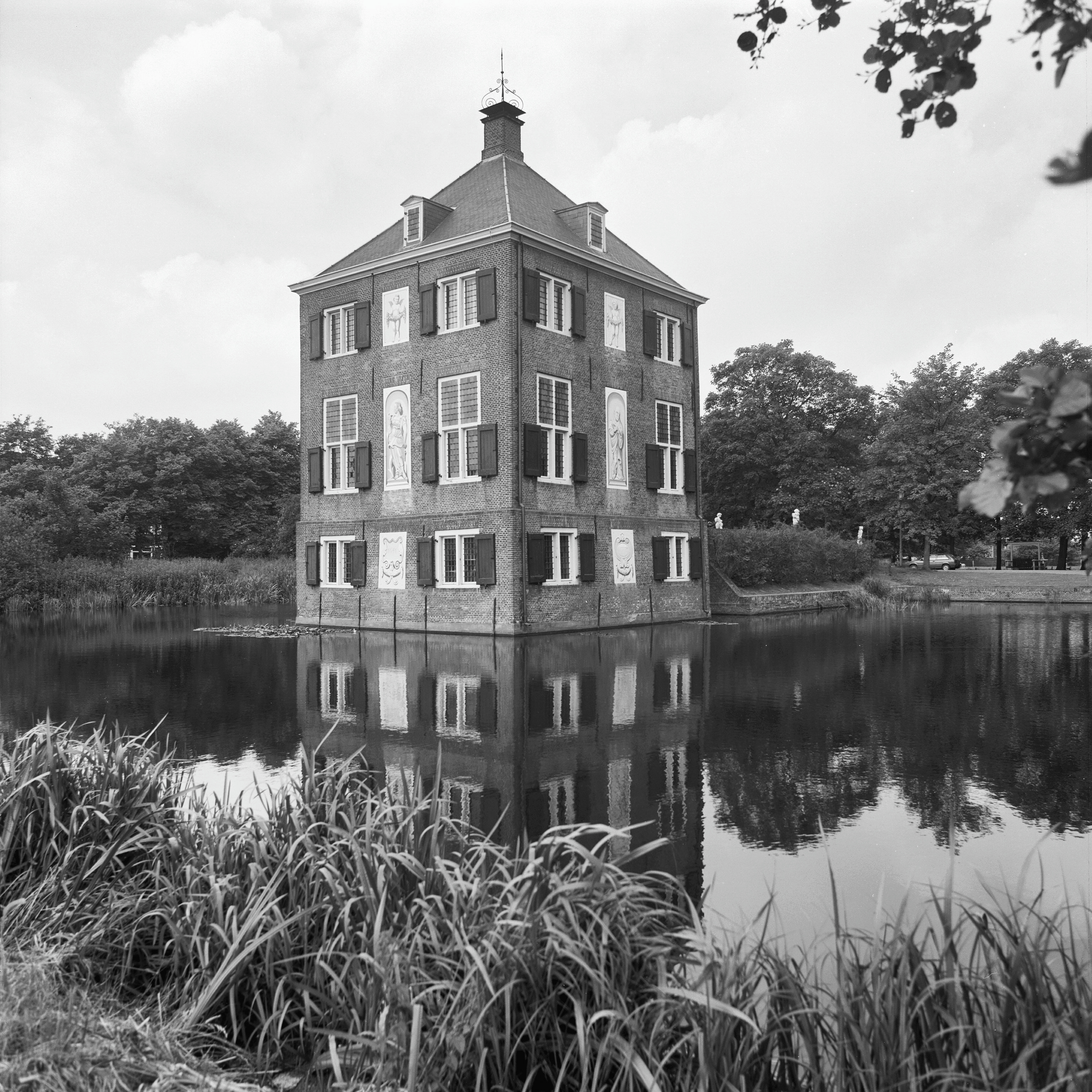
Hofwijck nabij Station Voorburg.

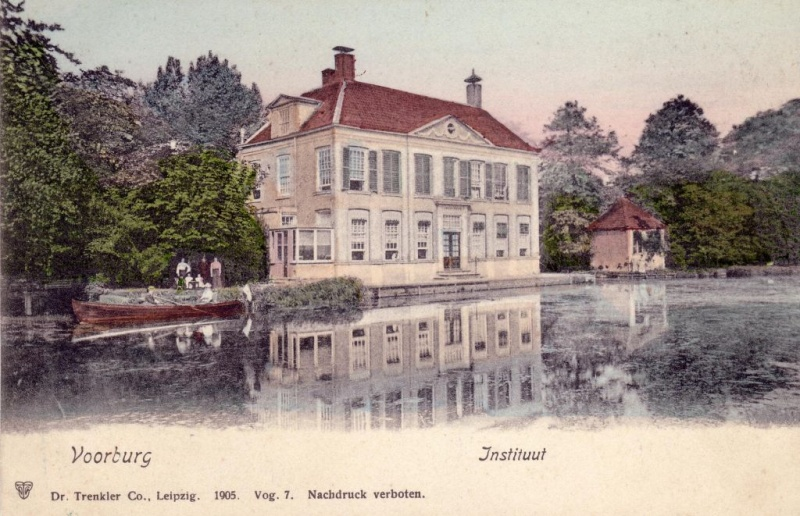
Buitenplaats In de Wereldt is veel Gevaer (ansichtkaart 1905)

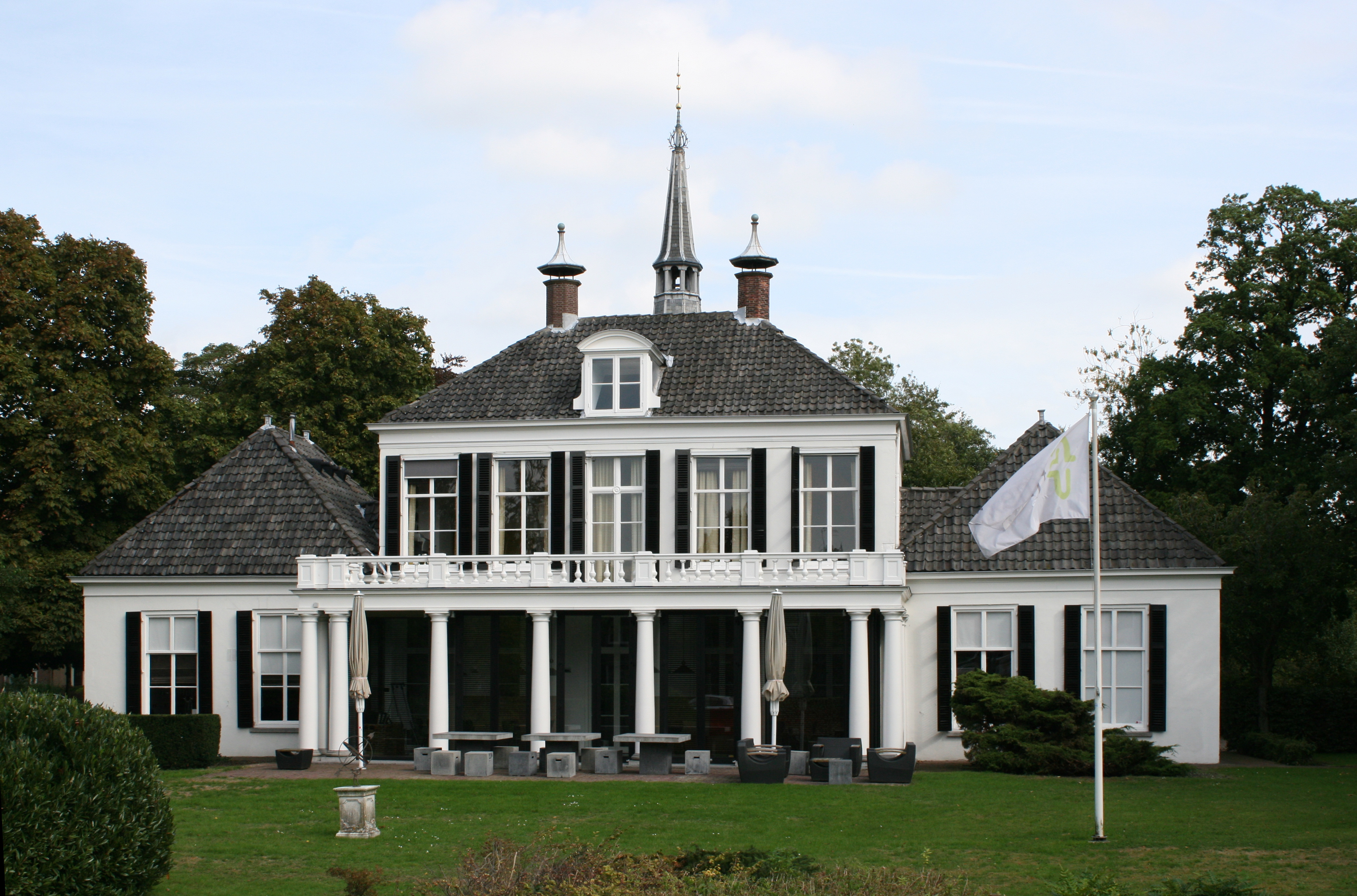
Huis te Werve

- Oude- of St.-Martinuskerk, gotische kerk uit circa 1200
- Museum Swaensteyn (voorheen Stadsmuseum Leidschendam-Voorburg)
- Huize Swaensteyn, herberg uit de 16de eeuw, sinds 1986 onderdeel gemeentehuis
- Huygensmuseum, buitenverblijf Hofwijck van Constantijn Huygens uit 1640
- De Werve, buitenhuis uit de 19de eeuw, geïntegreerd met restanten van de gelijknamige middeleeuwse ridderhofstede
- Franse Kerk, protestants vanaf 1726 (gereformeerde kerk vanaf 1949)
- Villa Vreugd en Rust met Orangerie
- Huize Middenburg / Park Middenburg/Sonnenburgh
- Landhuizen en villa's aan de Vliet en Oosteinde
- Poldermolen De Vlieger
- Ruiterstandbeeld Corbulo: Koningin Julianalaan, hoek Prins Bernhardlaan; door Albert Termote (1964)
- Stenen bank die, ter gelegenheid van het huwelijk van Prinses Juliana en Prins Bernhard op 7 januari 1937, in het Juliana-Bernhardpark is geplaatst.

Voorburg heeft ook een beschermd stadsgezicht. Verder heeft de plaats diverse monumenten. Een nationaal monument, ter herinnering aan Constantijn Huygens en zijn zoon Christiaan Huygens, werd in 1996 in Voorburg geplaatst. Het werd gemaakt door Hans Bayens.) Zie de lijst van rijksmonumenten en de lijst van gemeentelijke monumenten in Voorburg.

## Kerkgebouwen
- De hervormde Oude Kerk, gotische kerk uit circa 1200
- Sint-Martinuskerk, Rooms-katholieke neogotische kerk uit 1889-1893
- De Franse Kerk uit 1726
- De voormalige O.L.V. ten Hemelopnemingskerk uit 1924 van Piet Buskens
- De gereformeerde Fonteinkerk uit 1958 met twee torens van architect G.W. van Essen
- De Rooms-katholieke kerk Verrezen Christus uit 1963 van architect J.A.L. van Poppel

## Verkeer en vervoer

### Wegverkeer
De plaats is gelegen aan de A12 en A4 bij het belangrijke knooppunt Prins Clausplein. De A12 en de spoorlijn Gouda - Den Haag (waaraan station Voorburg is gelegen) doorsnijden Voorburg nabij het historische centrum, over het Marianneviaduct.

### Spoorwegen
Het station Voorburg werd op 1 mei 1870 geopend aan de toen nieuwe spoorlijn Gouda - Den Haag. Het oude, laaggelegen, station werd in 1988 vervangen door een nieuw station, gelegen op het Marianneviaduct.
Aan de spoorlijn Amsterdam - Rotterdam (Oude Lijn) ligt het in 1907 geopende station Den Haag Laan van NOI, dat aan de rand van Voorburg ligt, net over de gemeentegrens met Den Haag.
De twee voormalige NS-stations Voorburg 't Loo (geopend in 1974) en Leidschendam-Voorburg (geopend in 1908) aan de in 2006 opgeheven Hofpleinlijn zijn in 2006 verbouwd tot haltes van RandstadRail. Onder station Leidschendam-Voorburg dóór reed tussen 1924 en 1961 de Blauwe Tram van de NZH.

### Tramlijnen
Voorburg kreeg zijn eerste tramverbinding in 1884-1885 toen de IJsel Stoomtramweg-Maatschappij (IJSM) een stoomtram opende op de tramlijn Leiden Noordeinde - Den Haag. In 1893 werd de tramdienst overgenomen door de Maatschappij tot Exploitatie van Tramwegen (MET). In 1924 werd de stoomtram vervangen door een nieuwe elektrische tramlijn, die werd geëxploiteerd door de NZH. In Voorburg werd de oude route via Rembrandtlaan en Oosteinde vervangen door een nieuw tracé via de Parkweg. Richting Den Haag werd voortaan de Koningin Wilhelminalaan gevolgd, door een Voorburgse nieuwbouwwijk. Aan de Parkweg, in het centrum van Voorburg, bevond zich de tramremise.
Op 9 november 1961 werd deze tramlijn als laatste van de Blauwe Tram opgeheven en vervangen door een busdienst.
Op 28 oktober 1933 kreeg Voorburg een tweede tramlijn: Tramlijn I³ van de Gele Tram van de HTM, die via Rijswijk en de Geestbrug Voorburg bereikte en zijn eindpunt kreeg bij het NS-station Voorburg. In 1963 werd deze lijn vervangen door tramlijn 36 en vervolgens in 1966 door tramijn 10. Vanaf 2011 kwam deze lijn niet meer in Voorburg en werd uiteindelijk in 2013 opgeheven.
In 1971 kreeg Voorburg een nieuwe tramijn 6 die vanaf station Den Haag Mariahoeve via Essesteijn naar Leidschendam-Noord ging rijden.
In 1992 kwam tramijn 3 door de nieuwbouwwijk Essesteijn te rijden en verder door naar Leidschendam-Noord. In 2001 nam tramijn 2 deze route over. Later dat jaar werd deze lijn ingekort tot Leidsenhage / Ziekenhuis Antoniushove. In de jaren daarna werd deze eindpunten enkele malen gewisseld. Sinds 2013 is het eindpunt HMC Antoniushove (Westfield Mall of the Netherlands).

### RandstadRail
Sinds 2006 rijden de RandstadRail-lijnen HTM 3, 4 en RET E door Voorburg over de vroegere Hofpleinlijn richting Zoetermeer en Rotterdam, met in Voorburg de haltes Voorburg 't Loo en Leidschendam-Voorburg. In 2020 is lijn 34 er bij gekomen.
De sneltramlijnen 3, 4, 34 en metrolijn E worden, net als een aantal lijnen van de stadstram, opgenomen in R-net, het HOV-netwerk van de Randstad.
Voorts zijn er nog de stadsbuslijnen 23, 26 en 28 van HTM en de streekbuslijnen 45 en 46 van EBS.

## Geboren in Voorburg

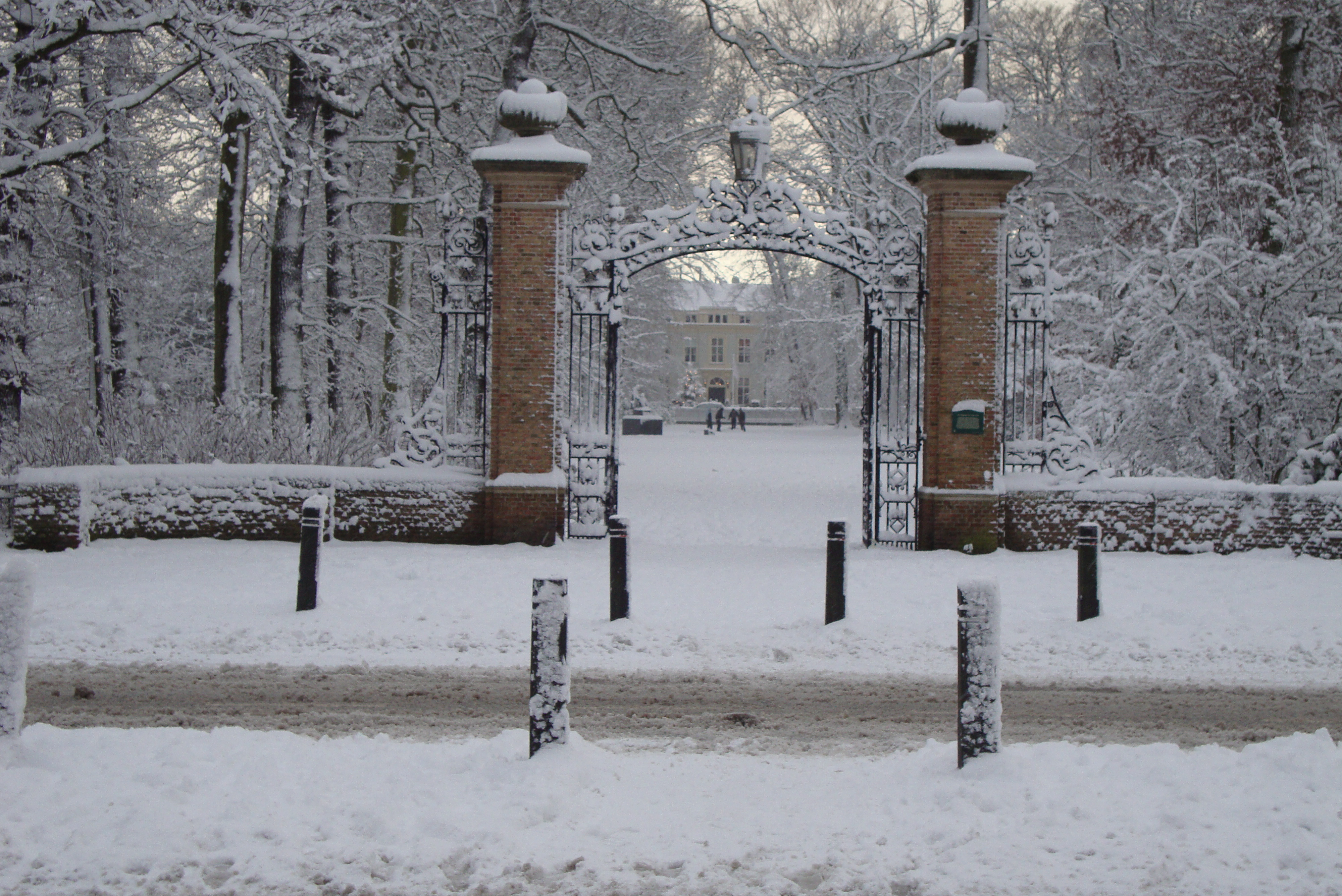
Landgoed Rust en Vreugd in de winter

- Guillaume Groen van Prinsterer (21 augustus 1801), politicus en historicus (overleden 1876)
- Marcellus Emants (12 augustus 1848), schrijver (overleden 1923)
- Lambertus Hendricus Perquin (15 juli 1865), priester en oprichter KRO (overleden 1938)
- Adriaan Grobben (6 juni 1888), decorontwerper voor theaterrevues (overleden 1940)
- Dirk Jakobus Klink (1 maart 1892), civiel ingenieur (overleden 1960)
- Jaap Renaud (20 februari 1911), archeoloog en hoogleraar (overleden 2007)
- Johan Nicolaas Mulder (6 oktober 1915), militair (overleden 1991)
- Willem van Genk (2 april 1927), beeldend kunstenaar (overleden 2005)
- Hans Bruggeman (21 mei 1927), PSP-politicus (overleden 2016)
- Pim van Moorsel (20 november 1932), beeldhouwer
- Dik Wolfson (22 juni 1933), econoom en politicus (overleden 2025)
- Maja van Hall (27 januari 1937), beeldhouwer en schilder
- Jan Oosterbaan (10 november 1937), olympisch volleyballer
- Hans van Wijnen (30 december 1937), olympisch volleyballer (overleden 1995)
- Arnold Gelderman (1 februari 1938), stemacteur en stemregisseur
- Max van Rooy (25 maart 1942), architectuurcriticus en schrijver (overleden 2022)
- Pieter Winsemius (7 maart 1942), bedrijfskundige, publicist en politicus
- Jan van Veen (26 augustus 1944), diskjockey (overleden 2024)
- Michael van der Vlis (6 mei 1944) politicus (overleden 2018)
- Hans van Hemert (7 april 1945), muziekproducent (overleden 2024)
- Ria Aartsen-den Harder (1946), politica
- Frank Constandse (31 maart 1946), olympisch volleyballer
- Frank Mulder (5 augustus 1946), olympisch roeier
- Joost Belinfante (8 oktober 1946), musicus, onder meer bekend van Doe Maar
- John Sillevis (13 oktober 1946), kunsthistoricus (overleden 2024)
- Toon Verhoef (17 oktober 1946), schilder, keramist, installatiekunstenaar en academiedocent
- Carla Bogaards (12 juli 1947), dichteres en schrijfster
- Ferry Maat (16 januari 1947), deejay
- Frans Kokshoorn (1947-2021), beeldhouwer
- George Willink (10 juli 1947), Amerikaans-Nederlands componist en muziekpedagoog
- Carla Bogaards (12 juli 1947), schrijfster
- Hans Vermeulen (1947-2017), zanger, componist, producer, gitarist en toetsenist
- Ton van der Kleij (3 januari 1949), drummer Earth and Fire (overleden 2015)
- Koos Keijzer (24 maart 1950), snelwandelaar
- Maria van Daalen (8 juli 1950), dichter en schrijfster
- Connie Witteman (25 juli 1951), popzangeres Vanessa vroeger, gehuwdnaam Connie Breukhoven; promoot facelifting
- Marc Ruygrok (1953), beeldhouwer en schilder
- Johan de Meij (23 november 1953), componist, dirigent en trombonist
- Wim Kortenoeven (29 mei 1955), publicist, journalist en politicus
- Ruud Hessing (17 juni 1959), politicus
- Marline Williams (19 augustus 1961), actrice en zangeres
- Thea Hilhorst (28 september 1961), ruraal socioloog, hoogleraar humanitaire studies
- Peter Blangé (9 december 1964), olympisch volleyballer
- Simone Roos (19 december 1964), topambtenaar
- Ariane Schluter (1 februari 1966), actrice
- Maurits Crucq (10 maart 1968), olympisch hockeyspeler
- Michel van Egmond (26 maart 1968), journalist en schrijver
- Maarten van der Linden (9 maart 1969), olympisch roeier
- Marnix ten Kortenaar (19 augustus 1970), olympisch schaatser
- Stella Jongmans (17 maart 1971), olympisch atlete
- Kartika Liotard (26 juni 1971), politica (overleden 2020)
- Meike van Driel (12 juli 1972), olympisch roeister
- Gisela Otto (21 augustus 1972), tv-presentatrice
- Michel Remery (4 januari 1973), ingenieur en priester
- Robert Jensen (12 april 1973), tv-presentator en voormalig radiopresentator
- Xander de Buisonjé (19 juli 1973), zanger en tv-presentator
- Nadine Stemerdink (19 juni 1977), ambtenaar en politica
- Robert van Asten (30 november 1978), fiscaal jurist en politicus
- Björn Lugthart (5 februari 1980), politicus
- Eefje de Visser (8 februari 1986), singer-songwriter
- Samantha Steenwijk (12 april 1986), zangeres
- Eljero Elia (13 februari 1987), voetballer en international
- Sanne van Kerkhof (27 maart 1987), olympisch shorttrackster
- Dylan van Baarle (21 mei 1992), wielrenner
- Larissa van Dorst (6 juli 1992), handbalster
- Jordy van Loon (16 juni 1993), zanger van Nederlandstalige muziek
- Boy de Jong (10 april 1994), voetballer
- Jelmer Ouwerkerk (28 november 1994), acteur
- Danny Bakker (16 januari 1995), voetballer
- Robin van der Meer (21 februari 1995), voetballer
- Tarik Moree (7 juni 1996), acteur
- Nabil Haryouli (24 maart 1999), kickbokser

## Overleden in Voorburg
- Anthony Winkler Prins (overleden 1908), encyclopedist, schrijver, dichter, dominee
- Emil Bourgonjon (overleden 1927), Belgisch beeldhouwer
- Frits Jansen (overleden 1928), schilder
- Jan Schaper (overleden 1934), publicist en politicus
- Neeltje Lokerse (overleden 1954), dienstbode
- David Bautz (overleden 1955), schilder en etser
- Rudi Hornecker (overleden 1961), Duitse cineast
- Henk Asperslagh (overleden 1964), schilder, glazenier en monumentaal kunstenaar
- Maurits Wertheim (overleden 1968), schrijver
- Jacques van Bijlevelt (overleden 1971), acteur en operazanger
- Nelson Williams (overleden 1973), Noord-Amerikaans jazztrompettist
- Jan de Kok (overleden 1976), architect
- Ruth Salinger (overleden 1976), Duits-Nederlands schilder, tekenaar en textielkunstenaar
- Albert Termote (overleden 1978), Belgisch-Nederlands beeldhouwer
- Aart van den IJssel (overleden 1983), beeldhouwer, schilder en tekenaar
- Jo Kruger (overleden 1983), architect
- Marian Gobius (overleden 1994), beeldhouwster
- Gerard van Remmen (overleden 1994), beeldhouwer en medailleur
- Frida Holleman (overleden 1999), kunstenares
- Ronald T. Lindgreen (overleden 1999), kunstenaar
- Jan Lucas (overleden 2005), architect
- John Torenbeek (overleden 2008), kunstschilder, schrijver en vertaler
- Kick Stokhuyzen (overleden 2009), televisiepresentator
- Aat van Nie (overleden 2010), kunstschilderes en kinderboekenschrijfster
- Tim Koopmans (overleden 2015), rechter

## Activiteiten
Elke zaterdag is er markt aan het einde van de Herenstraat.